# Juan Carlos Reinao Marilao
Juan Carlos Reinao Marilao  (Contulmo, 20 de noviembre de 1975) es un  político y dirigente mapuche, quien a 2017 es alcalde de la comuna de Renaico, y a 2017 es el presidente de la Asociación de Municipalidades con Alcalde Mapuche.

## Biografía
Juan Carlos Reinao Marilao, tercero de cinco hermanos, nació en una comunidad mapuche perteneciente a la comuna de Contulmo, provincia de Arauco,  al sur de la octava Región del Biobío.
El año 2012 es elegido Alcalde de la comuna de Renaico, y en la actualidad es presidente de la Asociación de Municipalidades con Alcaldes Mapuche.

## Historia electoral

### Elecciones municipales de 2012
- Elecciones municipales de 2012, para la alcaldía de Renaico

| Candidato                  | Pacto                          | Partido | Votos | %     | Resultado |
| -------------------------- | ------------------------------ | ------- | ----- | ----- | --------- |
| Mireya Beltrán Gavilán     | Por un Chile Justo             | ILE     | 285   | 5,33  |           |
| Aurelio Tejos Harnisch     | Coalición                      | RN      | 1.183 | 22,12 |           |
| Ivonne Morales Urra        | Independiente (Fuera de pacto) | Indep.  | 1.687 | 31,55 |           |
| Juan Carlos Reinao Marilao | Independiente (Fuera de pacto) | Indep.  | 2.192 | 40,99 | Alcalde   |

### Elecciones municipales de 2016
- Elecciones municipales de 2016, para la alcaldía de Renaico.

| Candidato                  | Pacto                          | Partido | Votos | %     | Resultado |
| -------------------------- | ------------------------------ | ------- | ----- | ----- | --------- |
| Claudio Musre Contreras    | Chile Vamos                    | RN      | 1.151 | 23,00 |           |
| Edgardo Sierra Neira       | Chile Quiere Amplitud          | AMP     | 154   | 3,11  |           |
| Santiago Morales Velásquez | Independiente (Fuera de pacto) | Indep.  | 612   | 12,22 |           |
| Juan Carlos Reinao Marilao | Independiente (Fuera de pacto) | Indep.  | 3082  | 61,77 | Alcalde   |

## Controversias
Actualmente en prisión preventiva por acusaciones de abuso sexual. 